# Plaques de matrícula de Gibraltar

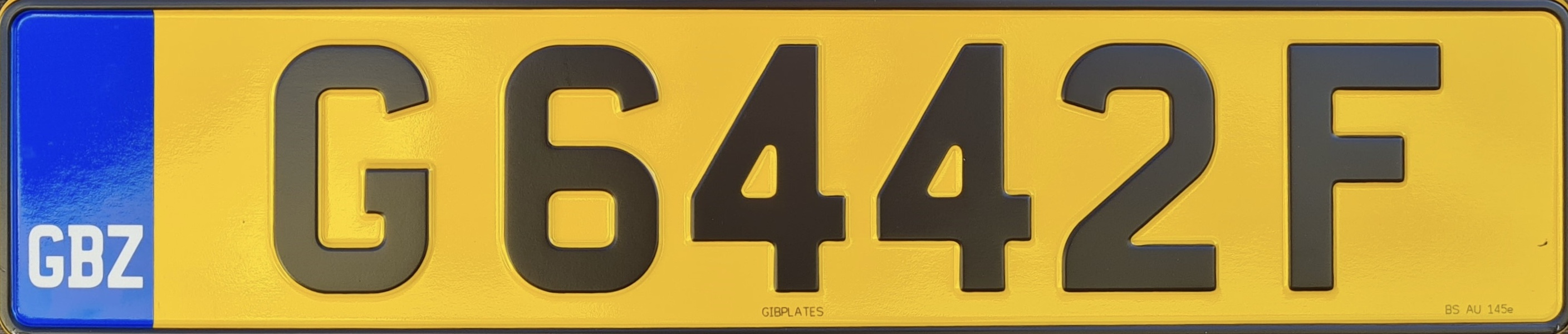
Model actual

Les plaques de matrícula dels vehicles de Gibraltar són similars en color i tipografia a les utilitzades a la resta del Regne Unit i adaptar al disseny estàndard europeu de 1998, és a dir, afegint la franja blava a l'esquerra el codi distintiu per Gibraltar GBZ. A l'octubre de 2001 es va presentar un nou sistema, en previsió d'esgotar-se les combinacions, que consisteix a afegir a la lletra G una combinació de quatre xifres seguides d'una lletra (per exemple, G 1234A).

## Dimensions
Les plaques de matrícula de tenen les mateixes dimensions que les del Regne Unit:
- Plaques davanteres, amb fons blanc, fan 520 mm x 111 mm (format rectangular).
- Plaques posteriors, amb fons groc, fan 520 mm x 111 mm (format rectangular) o 285 mm x 203 mm (format quadrat).

## Història
De 1912 a 2001, les plaques de matrícula de Gibraltar van consistir en la lletra G (per Gibraltar), seguida per cinc xifres emeses en ordre seqüencial. De manera que la primera combinació de matrícula hauria d'haver estat G 1 - de fet, la primera placa va ser GBZ 1 - i l'última fou G 99999.

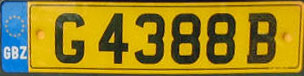
Model adaptat a l'estàndard europeu (2001-2021)

A l'octubre de 2001 es va presentar un nou sistema, en previsió d'esgotar-se les combinacions, que consistia a afegir a la lletra G quatre xifres seguides d'una altra lletra. També s'adoptà el format estàndard de la Unió Europea, afegint la franja blava a l'esquerra amb les estrelles de la bandera de la UE i les sigles GBZ a sota.

## Tipus
El vehicle oficial del Ministre en cap porta la combinació G 1.

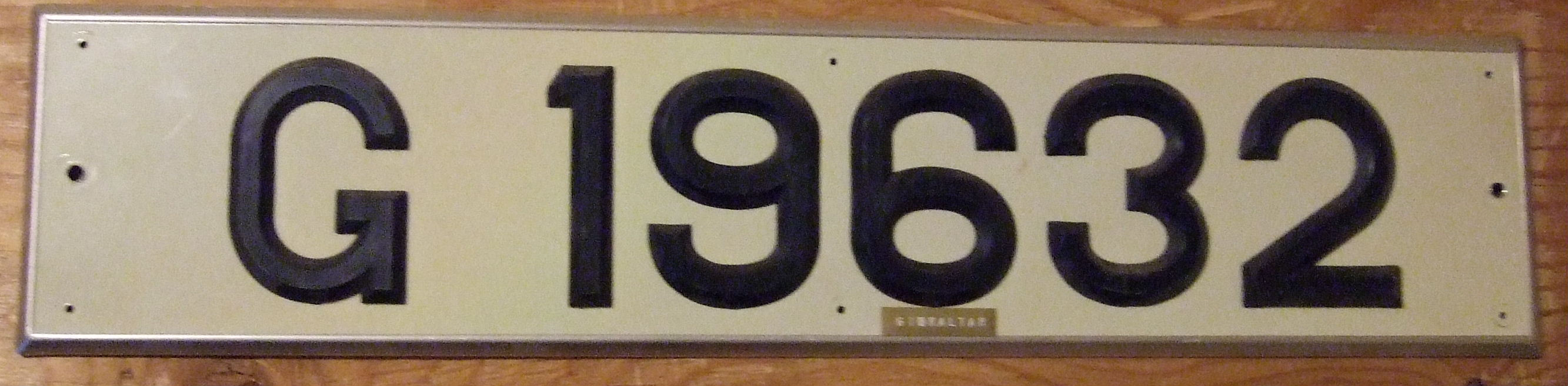
Model antic.

El vehicle oficial del Governador i Comandant en cap, seguint la tradició, mostra la corona de sant Eduard en lloc d'una combinació.
Les plaques utilitzades pels concessionaris de vehicles són de color blau clar amb les lletres DLR i una combinació en blanc. Aquestes són generalment plaques magnètiques.
Les plaques temporals i d'exportació són similars, i en la mateixa sèrie que les plaques dels vehicles particulars. No obstant això, al costat dret de la placa porten una banda verda, que mostra el mes i any de caducitat.